# Natalie Minnevik
Natalie Alexandra Minnevik, född 13 juli 1991 i Huddinge, är en sverigefinsk skådespelare och radioprogramledare. Hon slog igenom som titelrollen i filmen Elina – som om jag inte fanns (2002).

## Biografi
Minnevik föddes i Sverige av en mamma som var från Korpilax, Finland. En barnskådespelare som kan finska och svenska söktes till huvudrollen i Klaus Härös film Elina - som om jag inte fanns och det blev Minneviks första filmroll.
Minnevik gick ut från Södra Latins teaterlinje 2009. Hon studerade juridik vid Örebro universitet och tog examen 2017. Hon läste under 2017–2020 på Scenskolan i Göteborg.
Natalie Minnevik har spelat i flera filmer och tv-serier. Hon spelar en av huvudrollerna i Arne Dahl säsong 2, i rollen som den smått egensinniga polisaspiranten Ida Jankowicz. Hon medverkar bl.a. i Maria Lang-filmatiseringen Tragedi på en lantkyrkogård, Cirkeln, Kronjuvelerna, Min pappa Marianne och TV-serierna Äkta människor säsong 1 och 2, Vikingshill som visats på SVT Play, i TV-serien Syrror samt i Morden i Sandhamn.
Hon har även agerat programledare och gjort radioröster för Sveriges Radio. Hon har bland annat spelat i rollen som Lolita i radioteatern Lolita (2009), Anne i Fem räddar en hemlighet (2006), Den röda mössan (2007), Geniet samt Ottos pjäs för Sveriges Radio. För Sveriges Radio Finska är hon programledare i programmet Popula som sänds under fredagskvällar i P4. Minnevik är även en aktiv dubbare.

## Filmografi
- 2002 – Elina – som om jag inte fanns
- 2004 – Tre solar
- 2005 – Wallander – Mörkret
- 2007 – Myskväll (kortfilm)
- 2007 – Snöänglar (kortfilm)
- 2008 – Guds tre flickor
- 2009 – De halvt dolda
- 2009 – Livet i Fagervik
- 2010 – Min syster och jag (endast pilotavsnitt)
- 2011 – Kronjuvelerna
- 2012 – Äkta människor (även 2014)
- 2013 – Vikingshill
- 2013 – Ett kilo bomull
- 2013 – Tragedi på en lantkyrkogård
- 2014 – Ligga sked
- 2015 – Arne Dahl - En midsommarnattsdröm
- 2015 – Arne Dahl - Dödsmässa
- 2015 – Arne Dahl - Mörkertal
- 2015 – Cirkeln
- 2016 – Morden i Sandhamn
- 2016 – Syrror
- 2018 – Morden i Sandhamn  (TV-serie)
- 2020 – Min pappa Marianne
- 2022 – Clark (TV-serie)

## Teater

### Roller
| År   | Roll            | Produktion                                            | Regi                 | Teater                   |
| ---- | --------------- | ----------------------------------------------------- | -------------------- | ------------------------ |
| 2019 | Susanna Walcott | Häxjakten (The Crucible) Arthur Miller                | Alexander Mørk-Eidem | Kulturhuset Stadsteatern |
| 2021 | Julia           | Tiden är vårt hem Lars Norén                          | Eirik Stubø          | Kulturhuset Stadsteatern |
| 2022 | F               | Tänk om om bara (What If If Only) Caryl Churchill     | Ole Anders Tandberg  | Kulturhuset Stadsteatern |
| 2022 | Inger           | Jakten (Jagten) Thomas Vinterberg och Tobias Lindholm | Eirik Stubø          | Kulturhuset Stadsteatern |
| 2023 | Julia           | Tiden är vårt hem Lars Norén                          | Eirik Stubø          | Kulturhuset Stadsteatern |